# Daiane Limeira
Daiane Limeira Santos Silva eller Daiane (født 7. september 1997) er en kvindelig brasiliansk fodboldspiller, der spiller for spanske Real Madrid Femenino og Brasiliens kvindefodboldlandshold.
Hun har tidligere spillet for flere brasilianske klubber, norske Avaldsnes IL og franske Paris Saint-Germain. Hun har siden August 2019, optrådt for CD Tacón i Primera División.